# Muhammad Zafrullah Khan
Mohammad Zafrullah Khan (Sialkot, 6 februari 1893 - Lahore, 1 september 1985) was een Pakistaanse diplomaat en een belangrijke geleerde van de Ahmadiyya Moslim Gemeenschap.
Hij studeerde af aan het Government College in Lahore in 1911 en studeerde daarna aan King's College in Londen. Na zijn terugkeer naar India was hij advocaat in Sialkot en Lahore, en doceerde hij Recht aan het Law College in Lahore.

## Diplomatieke carrière
Zafrullah Khan was een actief lid van de All India Muslim League. In 1926 werd hij verkozen voor het parlement van Punjab. Hij was de eerste minister van Buitenlandse Zaken van Pakistan in 1947 en bleef dat ruim zeven jaar; ook vertegenwoordigde hij het pas onafhankelijke Pakistan in de Algemene Vergadering van de Verenigde Naties als hoofd van de Pakistaanse delegatie. Van 1948 tot 1954 zetelde hij namens Pakistan in de Veiligheidsraad van de Verenigde Naties. Hij was voorzitter van de 17de Algemene Vergadering van de Verenigde Naties van 1962 tot 1963.
Hij was rechter van het Internationaal Gerechtshof in Den Haag van 1954 tot 1961, en opnieuw vanaf 1964. Hij was voorzitter van het Internationaal Gerechtshof van 1970 tot 1973.
Na zijn pensioen in 1973 bleef hij actief bij de Ahmadiyya Moslim Gemeenschap in Londen en wijdde hij de rest van zijn leven aan de studie van de islam.

## Ahmadiyya Moslim Gemeenschap
Muhammad Zafrullah Khan was een actieve ahmadi en was amir (voorzitter) van de plaatselijke ahmadiyya-gemeenschap van Lahore van 1919 tot 1935. Hij was een vertrouweling van Mirza Bashiruddin Mahmood Ahmad, de tweede kalief van de Ahmadiyya Moslim Gemeenschap, en fungeerde regelmatig als zijn secretaris tijdens de Shura.

## Werken
Muhammad Zafrullah Khan schreef en vertaalde vele werken over de islam en de Ahmadiyya Moslim Gemeenschap. De meeste van zijn werken zijn nog steeds verkrijgbaar .

### Eigen werken
- Message of Islam
- The Excellent Exemplar - Muhammad - The Messenger of Allah
- Nature of Quranic Teachings
- Re-Institution of Khilafat
- Islamic Concept of the State
- Punishment of Apostacy in Islam
- The Contribution of Islam to the Solution of World Problems
- Muhammad: Seal of The Prophets
- Ahmadiyyat the Renaissance of Islam

### Vertalingen
- De Helige Koran
- Gardens of the Righteous

## Trivia
In zijn tijd als rechter bij het Internationaal Gerechtshof legde Zafrullah Khan op 20 mei 1955 de eerste steen voor de Mobarakmoskee in de Haagse wijk Benoordenhout, het eerste in Nederland gebouwde islamitische gebedshuis.